# Опішнянська волость
Опішня́нська во́лость — історична адміністративно-територіальна одиниця Зіньківського повіту Полтавської губернії із центром у містечку Опішня.

## Склад
Станом на 1885 рік складалася з 31 поселення, 5 сільських громад. Населення — 8578 осіб (4262 чоловічої статі та 4316 — жіночої), 1447 дворових господарств.
|                     | Площа, десятин | У тому числі орної, дес. |
| ------------------- | -------------- | ------------------------ |
| Сільських громад    | 7002           | 5462                     |
| Приватної власності | 4347           | 1974                     |
| Іншої власності     | 134            | 126                      |
| Загалом             | 11483          | 7562                     |

Основні поселення волості:
- Опішня — колишнє державне та власницьке містечко при річці Тарапунька за 35 верст від повітового міста, 4460 осіб, 824 дворових господарств, 7 православних церков, 2 школи, богадільня, поштова станція, 6 постоялих дворів, шинок, 2 ренськових погреби, горілчаний склад, пртерн.[прояснити], 11 постоялих будинків, 14 лавок, базари по понеділках і п'ятницях, 4 ярмарки (31 січня, у 10 п'ятн. по Пасці, 4 серпня, 24 жовтня), 17 вітряних млинів, круподерня, 7 маслобійних і винокурний заводи.
- Міські Млини — колишнє державне село при річці Ворскла, 360 осіб, 98 дворових господарства, православна церква, 2 постоялих будинки, лавка, водяний млин.
- Попівка — колишнє державне село при річці Ворскла, 1500 осіб, 228 дворових господарств, православна церква, 2 постоялих будинки, 8 вітряних млинів, маслобійний і 2 шкіряних заводи.

## Населення
На початок XX ст. Опішнянська волость складалася з 32 населених пунктів. Населення волості становило 13097 душ. Гончарство в цей час зайняло перше місце серед усіх ремесел.

## Місцева влада
Місцевою владою були становий пристав, волосне й міське правління.
Старшинами волості були:
- 1900 року Правдюк[2];
- 1903–1904 роках Кисель[3],[4];
- 1906–1907 роках Бабенко[5],[6];
- 1913–1916 року Олександр Андрійович Зливко[7],[8],[9],[10].

У волості функціонувало 14 військово-кінських відділень, 2 призовних відділень та 2 відділення поліцейських урядників.

## Інфраструктура
На початку XIX ст. в Опішні було 5 церков, в 1849 року відкрилася перша церковно-парафіяльна школа, в якій навчалося 40-50 дітей.
Також діяла поштова станція сільське приходське училище й богадільня.
1 березня 1878 року була відкрита Опішнянська безкоштовна бібліотека-читальня, при ній — чайна.
З початку ХХ ст. і до революції 1917 року Опішнянську, Велико-Багачанську і Заїченську волості обслуговував лікар Михайло Василевський. В Опішнянській волості був власний фельдшер — Юхим Піскун.

## Сучасність
Нині територія Опішнянської волості підпорядковується Опішнянській селищній раді Зіньківської районної ради Полтавської області.